# Game Boy Advance
A Game Boy Advance (ゲームボーイアドバンス; Hepburn: Gēmu Bōi Adobansu; rövidítve: GBA) egy 32 bites kézi videójáték-konzol, melyet a Nintendo fejlesztett, gyártott és forgalmazott. A konzol a Game Boy Color utódja, 2001. március 21-én jelent meg Japánban, 2001. június 11-én Észak-Amerikában, 2001. június 22-én Ausztráliában és Európában és 2004. június 8-án a Kínai Népköztársaságban.
A Nintendo riválisai a kézi konzol piacon a Neo Geo Pocket Color, a WonderSwan, a GP32, a Tapwave Zodiac és az N-Gage voltak. A riválisai erőfeszítéseinek ellenére a Nintendo megtartotta a többségi piaci részesedését a Game Boy Advance-szel.
A Game Boy Advance sorozatból 2010. június 30-ig 81,51 millió példányt adtak el világszerte. Utódja, a Nintendo DS 2004 novemberében jelent meg.

## Története

### Project Atlantis
1996-ban a Electronic Gaming Monthly, a Total![forrás?] vagy a Game Informer[forrás?] magazinokban egy új Game Boyról, kódnevén a Project Atlantisról szóló jelentéseket tettek közzé. Ugyan ez a konzol a „korai 1997”-es várható piacra kerülése miatt akár a Game Boy Color is lehetett volna, azonban a leírtak szerint egy 32 bites RISC processzor, egy 3/2 hüvelykes színes LCD kijelző és egy link port is lett volna benne—ez a leírás pedig jobban illik a Game Boy Advance-re. A Project Atlantis a név nélküli, végül meg nem jelent Game Boy Color-utód prototípusa is lehetett, melyet a 2009-es Game Developers Conference-en mutattak be. Azt is bejelentették, hogy a Nintendo japán részlege egy Mario’s Castle című játékon dolgozik a rendszerhez.

## Technikai részletek
Az eredeti Game Boy Advance technikai részletei a következőek:
| Hossz:      | körülbelül 14,45 cm (5,69 in) |
| Szélesség:  | körülbelül 2,45 cm (0,96 in) |
| Magasság:   | körülbelül 8,2 cm (3,2 in) |
| Tömeg:      | körülbelül 140 g (4,9 oz) |
| Kijelző:    | 2,9 hüvelykes vékonyfilm tranzisztor (TFT) színes LCD |
| Tápellátás: | 2 AA elem |
| Üzemidő:    | körülbelül 15 óra átlagban Game Boy Advance-játékok futtatása mellett (az üzemidő függ a futtatott Game Paktól, a hangerő beállításoktól és bármiféle külső periféria, így például a képernyő háttérvilágítás használatától) |
| Processzor: | 16,8 MHz 32 bites ARM7TDMI beépített memóriával. 8 vagy 4 MHz 8 bites Z80 társprocesszor a Game Boyjal való visszafelé kompatibilitás érdekében                                                                              |
| Memória:    | 32 kilobyte + 96 kilobyte VRAM (beépítve a processzorba), 256 kilobyte DRAM (a processzoron kívül) |
| Felbontás:  | 240×160 pixel (3:2 képarány) |
| Szín:       | 15 bites BGR (5 bit csatornánként), 512 egyidejű szín megjelenítése „karakter módban”, illetve 32 768 szín (215) megjelenítése „bitmap módban”                                                                               |
| Hang:       | 8 bites dupla DAC a sztereó hangzáshoz (Direct Sound), illetve az összes elévült csatorna a Game Boy-kompatibilitáshoz. |

A Game Boy- és Game Boy Color-játékokkal való visszafelé kompatibilitást egy 4/8 MHz Z80 társprocesszorral biztosították (a Game Boy Advance szoftvere a hanggenerátorok segítségével egészítette ki az elődei elsődleges hangrendszerét), míg a konzol tetején elhelyezkedő link port lehetőséget biztosít más készülékekkel való összeköttetésre a Nintendo Game Link Cable vagy a GameCube linkkábel használatával. Game Boy- vagy Game Boy Color-játékok futtatása alatt a Game Boy Advance-en az L és az R gombokkal lehet kapcsolgatni a nyújtott szélesvásznú formátum (240×144) és a Game Boy eredeti képaránya között (160×144). A Game Boy-játékok ugyanazon választható színpaletták mellett játszhatóak, mint a Game Boy Coloron.
A Game Boy Advance SP megjelenésétől fogva az összes Nintendo-kézikonzolban beépített újratölthető akkumulátor van.

## Játékok
A hardverileg a SNES-sel összehasonlítható Game Boy Advance előrelépést jelentett a sprite-alapú technológiában. A Game Boy Advance-re elsősorban platformjátékok, SNES-stílusú szerepjátékok és a korábbi konzolgenerációk különböző 8 és 16 bites rendszereinek klasszikus játékainak portjai jelentek meg. Utóbbiak közé tartozik a Super Mario Advance sorozat, illetve a rendszer korábbi Game Boy-címekkel való kompatibilitása is.
Final Fantasy VI Advance volt az utolsó hivatalosan licencelt GBA-játék Japánban. A játék 2006 novemberében jelent meg, és a rendszer utolsó Nintendo által megjelentett játéka is volt egyben. A 2007 novemberében megjelent The Legend of Spyro: The Eternal Night volt az utolsó GBA-játék Európában. Észak-Amerikában a 2008 februárjában megjelent Samurai Deeper Kyo volt az utolsó hivatalosan megjelent GBA-játék.

## Emuláció
Viszonylag egyszerű hardvere miatt számos népszerű Game Boy Advance-emulátor jelent meg, így többek között a VisualBoyAdvance vagy a NO$GBA is.

## Hardverváltozatok

### Game Boy Advance SP

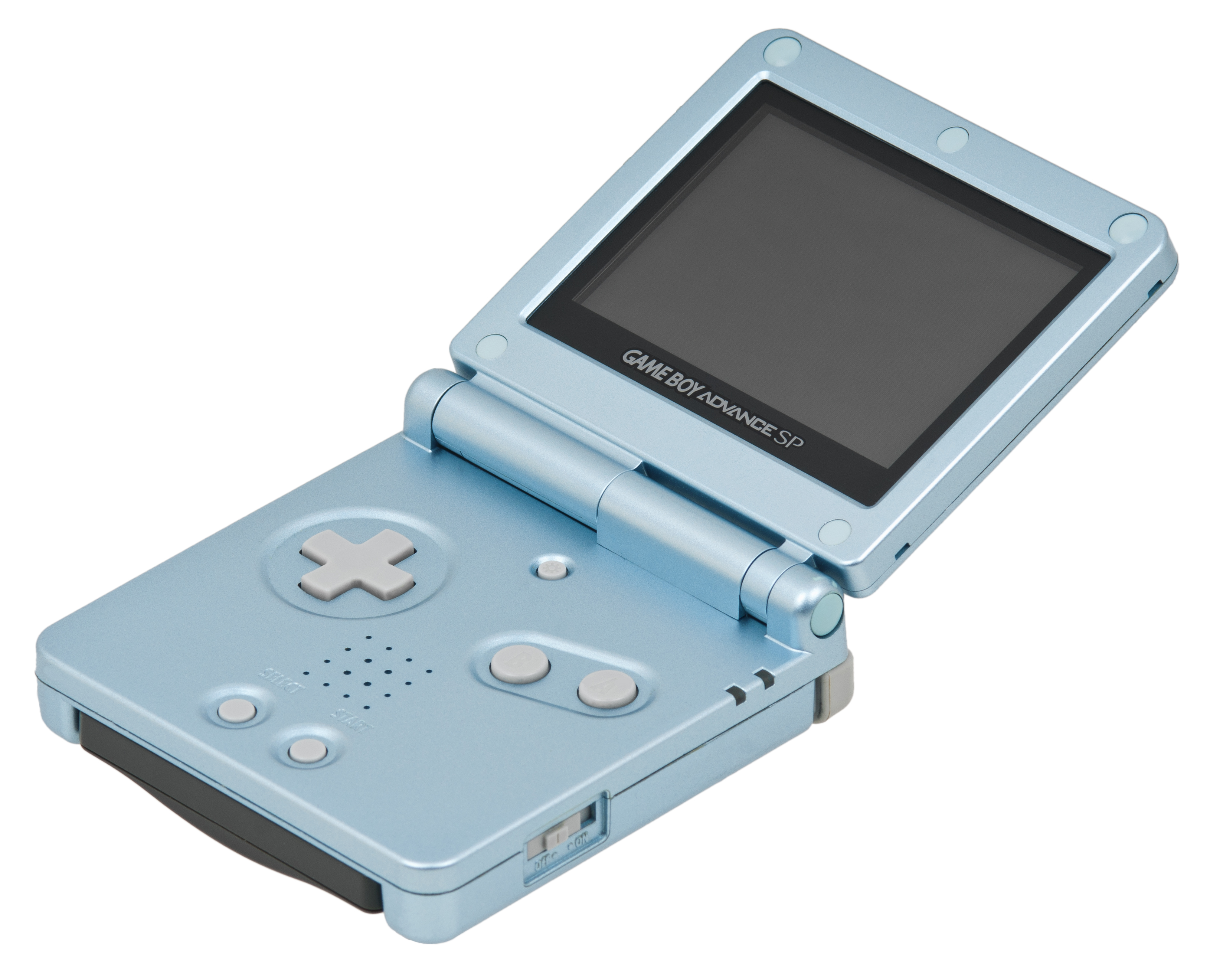
Game Boy Advance SP

2003 elején a Nintendo bevezette a kézikonzol új formáját, a Game Boy Advance SP-t (AGS-001). Az újratervezett egység egy zsebméretű laptophoz hasonlítható, melynek összecsukható háza körülbelül az eredeti egység méretének fele. A készülékben egy újratölthető lithium ion akkumulátor, egy jelentősen világosabb LCD kijelző, és ki-bekapcsolható beépített előlapi világítás van. Az újratervezéssel az eredeti Game Boy Advance-nél felmerült gyakori panaszokat próbálták meg kiküszöbölni, amit számos kritika ért a kissé kényelmetlen használata miatt, ami elsősorban a túlságosan sötét kijelzőjéből ered.
A Game Boy Micro megjelenésével egy időben a Nintendo egy új háttérvilágítású SP-modellt (AGS-101) is megjelentett Észak-Amerikában (közkeletű nevén: GBA SP+, SPII vagy SP2).[forrás?] A kapcsoló, mellyel a világítás kapcsolható itt már a „normál” (amely már önmagában világosabb, mint az eredeti Game Boy Advance SP képernyője), és a „világos” módok között kapcsol.

### Game Boy Micro

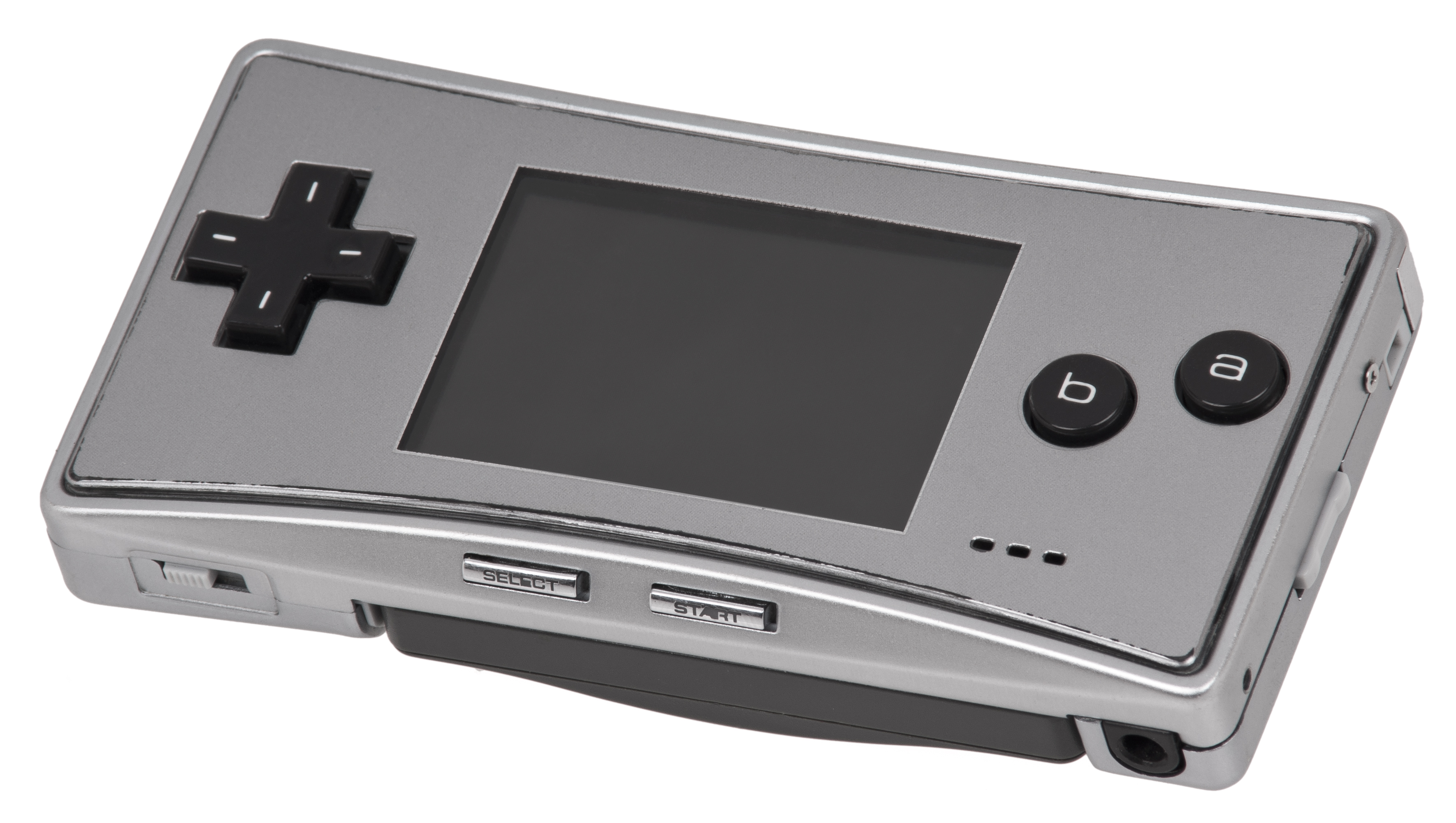
Game Boy Micro

2005 szeptemberében jelentette meg a Nintendo a Game Boy Advance második újratervezését, a Game Boy Micrót. Ez a modell stílusában az eredeti Game Boy Advance horizontális tájolásához hasonlít, azonban annál sokkal kisebb és vékonyabb. A Game Boy Micro lehetőséget ad a felhasználók számára, hogy testreszabhatóság gyanánt számos színes előlap között váltogasson, amit a Nintendo erősen kihangsúlyozott a Game Boy Micro nyitánya idejében. A Nintendo abban is reménykedett, hogy ezzel a „divatfunkcióval” a tipikus videójátékosokon kívüli közönséget is megszólítja. A Game Boy Micro ellentétben a korábbi Game Boy Advance-modellekkel nem támogatja a Game Boy- és a Game Boy Color-játékokat. A Game Boy Micro nem tett nagy hatást a videójáték-piacra, mivel a Nintendo másik kézikonzolja, a Nintendo DS beárnyékolta.

## Színek
A Game Boy Advance, SP és Micro számos színben és korlátozott példányszámú kiadásban jelent meg.

### Game Boy Advance
A Game Boy Advance kezdetben fehér (Arctic), fekete (Black), narancssárga (Orange), fukszia (Fuchsia), gleccser (Glacier, átlátszó kék/lila) és indigó (Indigo) színekben volt elérhető. A konzol élete során további színekben és korlátozott példányszámú kiadásokban is elérhető volt. Ezen kiadások közé tartozik a piros (Red), az átlátszó narancssárga/fekete (Clear Orange/Black), a platina (Platinum), a fehér (White), az arany (Gold), a Hello Kitty-kiadás (rózsaszín, Hello Kitty-logóval az előlapon), a King of Fighters-kiadás (fekete, képekkel az előlapon és a gombokon), a Chobits-kiadás (átlátszó világoskék, képekkel az előlapon és a gombokon), a Battle Network Rockman EXE 2-kiadás (világoskék, képekkel az előlapon), a Mario Bros.-kiadás (gleccser, Marióval és Luigival az előlapon) és a Jumiuri Giant-kiadás (gleccser, képekkel az előlapon).
Számos Pokémon-témájú korlátozott példányszámú kiadás is elérhető volt Japánban a Pokémon Center-üzletekben. Ezen kiadások közé tartozik az arany Pokémon-kiadás (arany, Pikachuval és Pichuval az előlapon), a Suicune-kiadás (kék/szürke szürkeárnyalatos Pikachuval és Pichuval az előlapon, Pokémon Center-matricával a hátlapon), Celebi-kiadás (olajzöld, Celebi-képekkel az előlapon), és a Latias/Latios-kiadás (rózsaszín/piros és lila, Latias- és Latios-képekkel az előlapon).

### Game Boy Advance SP
| - Blue Kyogre - Cobalt Blue - Flame Red - Famicom 20th Anniversary Edition - Gold with Zelda Triforce - Graphite - Green Rayquaza - Green Venusaur - Kingdom Silver (Kingdom Hearts: Chain of Memories-kiadás) - Spice & Lime - Mario - NES Black (csak az Egyesült Királyságban és az Egyesült Államokban, korlátozott példányszámú kiadás) - Onyx Black - Pearl Blue | - Pearl Green - Pearl Pink - Pearl White (korlátozott példányszámú kiadás) - Pikachu Yellow - Platinum - Red Groudon - Snow White - SpongeBob - Torchic Orange - Tribal - White Rip Curl (csak Ausztráliában, korlátozott példányszámú kiadás) - "Who Are You?" (fekete, a „Who Are You?” (Ki vagy?) szavakkal a konzol tetején) - All Blacks (csak Új-Zélandon) - Surf Blue (csak az Egyesült Királyságban) |

### Game Boy Micro
- Black (ezüst, terepszínű zöld és tűz színű előlapokkal)
- Silver (fekete, virág és kék energia előlapokkal)
- Green (csak Európában)
- Blue (csak Európában és Japánban)
- Pink (csak Európában)
- Red (csak Ausztráliában)
- Lavender (csak Japánban)
- Famicom 20th Anniversary Edition
- Final Fantasy IV
- Lite Blue (csak Európában)
- Mother 3 (piros)

## Eladások
2006. december 1-jén a Nintendo of America közzétett információi szerint a Game Boy Advance-sorozatbók megjelenése óta 33,6 millió példányt adtak el az Egyesült Államokban. Egy 2008.. január 18-án a Kotakun megjelent cikkben a Nintendo felfedte, hogy a Game Boy Advance-sorozatból 2008. január 1-ig 36,2 millió példányt adtak el az Egyesült Államokban. 2009. december 31-ig a Game Boy Advance-sorozatból 81,51 millió példányt adtak el világszerte, amiből 43,57 millió Game Boy Advance SP egység és 2,42 millió Game Boy Micro egység volt.
Miután a Game Boy Advance támogatása alábbhagyott a konzol legnépszerűbb játékai elsősorban a fiatalabb korosztályt megcélzó címek lettek.

## Utóélete
A Nintendo eredetileg nem jelentetett meg GBA-játékokat a Nintendo 3DS Virtual Console szolgáltatásán, azonban később a Nintendo 3DS Ambassador Program keretében tíz címet közzétett a platformra. Ennek ellenére, azonban nincs tervbe véve, hogy a játékokat a nagyközönség számára is elérhetővé tegyék. Ivata Szatoru elmondása szerint a Game Boy Advance-játékok 2014 áprilisától kezdve a Wii U Virtual Console szolgáltatásában is elérhetőek lesznek. 2014. április 3-án megjelentek az első bejelentett GBA-játékok (Advance Wars, Metroid Fusion és a Mario & Luigi: Superstar Saga) a Wii U Virtual Console keretében.